# Рыжков, Афанасий Николаевич
Афанасий Николаевич Рыжков (20 ноября [3 декабря] 1901, Филоновская, область Войска Донского — август 1971, Каменск-Шахтинский, Ростовская область) — советский военный деятель, комбриг (1939), полковник (1946).

## Биография
Афанасий Рыжков родился 3 декабря 1901 года в казачьей семье, в станице Филоновская, Хопёрского округа , Области войска Донского.

### Гражданская война
15 декабря 1917 года добровольно вступил в отряд самообороны города Шахты.
3 января 1918 года с отрядом шахтёров влился в 1-й советский Черноморский отряд А. В. Мокроусова. В его составе сражался с войсками Добровольческой армии генералов П. Н. Краснова, А. М. Каледина, А. И. Деникина.
23 февраля в бою под Новочеркасском был контужен и госпитализирован. По излечении в марте там же был зачислен красноармейцем в 1-й запасной (караульный) батальон. В составе сводного отряда Новочеркасского гарнизона вместе с отрядом Донского ревкома и 5-й армией отходил через Каменская, Лихая на Царицын, ведя тяжёлые бои с восставшими донскими казаками генерала А. П. Богаевского. По прибытии в Царицын 10 августа отряд был расформирован, а А. Н. Рыжков был зачислен красноармейцем в железнодорожный батальон при Южной группе бронепоездов Южного фронта, который действовал в районе Грязи, Козлова, затем в направлении Воронежа, Миллерово, Ростова-на-Дону.
С 12 ноября по 14 декабря 1919 года находился в госпитале по болезни в городе Миллерово, затем там же числился в караульном батальоне.
5 мая 1920 года командирован на учебу на 1-е Московские артиллерийские командные курсы РККА. С 8 октября 1920 года в составе сводного отряда курсантов был направлен на Украину на ликвидацию бандитизма в районах населённых пунктов Черкассы, Золотоноша, Бобринка. 22 февраля 1921 года на базе отряда были сформированы 42-е Черкасские командные пехотные курсы командиров РККА, которые он окончил в апреле 1922 года.

### Межвоенный период
После окончания курсов проходил службу командиром отделения отдельного взвода особого назначения в городе Изяславль. С августа 1922 года командовал литерным взводом особого назначения в м. Славута, затем был командиром взвода в отдельной роте особого назначения в городе Изяславль и в отдельной Шепетовской роте особого назначения, а с октября 1923 года командовал ружейно-пулемётным взводом отдельной роты особого назначения в городе Коростень.
В августе 1924 года переведён в 132-й стрелковый полк 44-й стрелковой дивизии в город Житомир, где проходил службу командиром пулемётного взвода, врид политрука роты, командиром стрелкового взвода.
С августа 1925 по август 1927 года учился в Киевской Объединённой военной школе командиров РККА им. главкома С. С. Каменева. После её окончания был назначен в 221-й стрелковый полк 74-й стрелковой дивизии СКВО, где исполнял должности командира взвода, врид командира и политрука роты.
В октябре 1929 года командирован на Военно-политические курсы в город Киев. По окончании обучения в июне 1930 года назначен в 22-ю стрелковую дивизию, где последовательно занимал должности политрука роты 65-го стрелкового полка, командира и политрука роты 64-го стрелкового полка, начальника и комиссара сборов старшего и среднего политсостава запаса при дивизии, командира и политрука учебной роты 64-го стрелкового полка.
С 23 февраля по 15 апреля 1932 года находился на курсах штабных работников при курсах «Выстрел». По возвращении в полк проходил службу начальником штаба и врид командира учебного батальона.
С марта 1933 года служил в штабе округа в должности помощника начальника 4-го сектора 6-го отдела. С февраля 1934 года был помощник начальника и врид начальника 1-й части штаба 28-й горнострелковой дивизии.
С июня 1934 по декабрь 1937 года находился на учебе в Военной академии РККА им. М. В. Фрунзе, по окончании которой направлен начальником штаба 97-й стрелковой дивизии КВО.
В июне 1938 года переведён на Дальний Восток начальником штаба 40-й ордена Ленина стрелковой дивизии 1-й Отдельной Краснознаменной армии. С 28 июля по 12 августа 1938 года принимал участие в боях на озере Хасан. 6 августа при атаке сопки Заозёрная был ранен. Указом ПВС СССР от 25 октября 1939 года за мужество и героизм в боях он был награждён орденом Красного Знамени.
В конце ноября 1938 года назначен помощником командира по строевой части 21-й стрелковой дивизии в городе Спасск. С февраля 1939 года командовал 34-й стрелковой дивизией им. В. В. Куйбышева в составе 20-го стрелкового корпуса 2-й Отдельной Краснознаменной армии Дальневосточного фронта.
Однако в конце апреля 1941 года он был отстранён от должности и направлен в ЗапОВО заместителем командира 56-й стрелковой дивизии в город Гродно.

### Великая Отечественная война
В начале комбриг Рыжков в прежней должности. В первые часы войны дивизия вступила в тяжелые бои с превосходящими силами противника в районе Августова в составе 4-го стрелкового корпуса 3-й армии Западного фронта. Будучи отрезанным от основных сил дивизии и корпуса, комбриг А. Н. Рыжков организовал отряд до 1,5 полка дивизии с двумя артиллерийскими дивизионами и с боями отходил с ним на Гродно, Осовец. Входе тяжелых боев с 1 по 5 июля в районе крепости Осовец отряд понес большие потери, после чего А. Н. Рыжков во главе небольшого отряда сумел прорвать кольцо окружения и через 2 дня соединиться с оперативной группой фронта генерала И. В. Болдина. В конце июля генерал И. В. Болдин объединил окруженные отдельные отряды и группы в сводную партизанскую дивизию, а комбриг А. Н. Рыжков был назначен начальником штаба и зам. командира этой дивизии. 11 августа сводной дивизии удалось с боем прорваться через линию фронта и выйти на участке 19-й армии. После выхода из окружения она была расформирована, а комбриг А. Н. Рыжков назначен командиром отдельной моторизованной бригады 29-й армии. В составе армии она вела оборонительные и наступательные бои в районе городов Белый, Калинин. 25 декабря комбриг А. Н. Рыжков был назначен врид командира 355-й стрелковой дивизии. 39-й армии Калининского фронта. Дивизия участвовала в Ржевско-Вяземской наступательной операции, наступала на Сычевку. В феврале — июне 1942 г. войска армии, в том числе и 355-я стрелковая дивизия, вели бои в районе г. Белый, находясь под угрозой окружения. Со 2 по 5 июля противник двумя встречными ударами перерезал коммуникации армии и полностью окружил её. Против 355-й стрелковой дивизии, оборонявшейся в районе Шисдерово (восточнее Нестерово), вели наступление части 5-й танковой дивизии противника. Попавшие в окружение части дивизии вели тяжелые бои с превосходящими силами противника. 10 июля при прорыве из окружения комбриг был тяжело ранен. 14 июля он был захвачен в плен разведгруппой противника, осуществлявшей прочесывание леса в районе Нестерово. Содержался в лагерях военнопленных. 2 апреля 1945 г. освобожден частями американской армии и направлен в распоряжение начальника советской военной миссии во Франции (Париж), после чего был отправлен в Москву в числе нескольких других пленных советских генералов.

### После войны
С 26 мая 1945 года проходил спецпроверку при Главном управлении контрразведки Смерш. По её завершении 31 декабря был восстановлен в кадрах РККА и зачислен в распоряжение ГУК НКО. В марте 1946 года направлен на курсы усовершенствования командиров стрелковых дивизий при Военной академии им. М. В. Фрунзе, после которых был назначен заместителем командира 180-й стрелковой дивизии ОдВО. В сентябре 1950 года уволен в запас.
Проживал в городе Каменске-Шахтинском Ростовской области.
Дальнейшая судьба полковника Рыжкова неизвестна.
Награждён орденом Ленина, 2 орденами Красного Знамени, медалями.